# Králův mlýn
Samota Králův mlýn (německy Königsmühle) se nacházela severozápadně od nynějších Maxiček na potoce Napajedla (též Krippenbach, Královomlýnský potok, Mlýnský potok).

## Historie
První zmínka o mlýně, který zde fungoval od počátku jako pila je z r. 1577. Osídlení na tomto místě je tedy starší než osada Maxičky. V roce 1624 zde usídlil Rudolf rytíř z Bünau dva rolníky - zahradníky (Guth a Fritsche). Tehdy se toto místo nazývalo „Krumme Stellige“ (nebo také „Krummstellen“). Hlavním důvodem tohoto osídlení bylo zajištění provozu na tudy procházející větvi tzv. Solné stezky. 

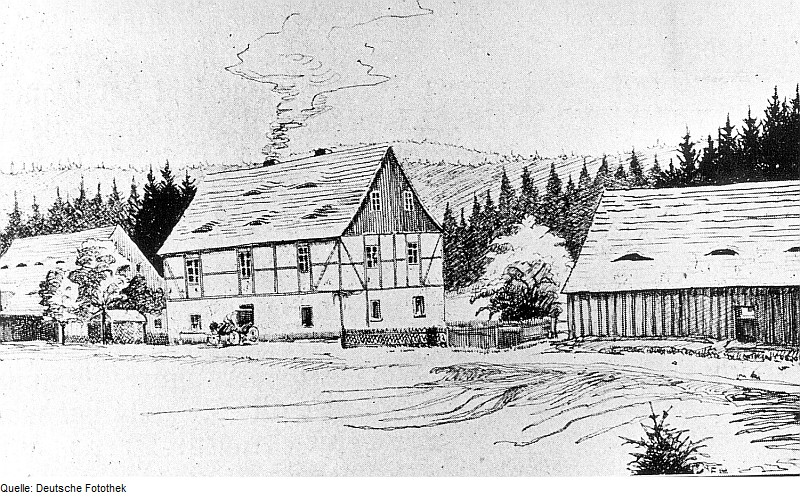
Kresba Králova mlýna z r. 1894. Vlevo stodola, uprostřed lesovna - hostinec a vpravo pila.

Ještě během třicetileté války byla v r. 1632 tato osada i s pilou zničena. Až v letech 1826 -1827 zde nechala správa thunských lesů postavit novou pilu a lesovnu. Pila sloužila až do r. 1872, kdy definitivně ukončila provoz a její zchátralá budova byla r. 1895 zbořena. V té době již byl zde poměrně čilý turistický ruch, a to jak ze saské, tak z české strany. Již r. 1860 obdržel hajný povolení k podávání občerstvení a v r. 1897 získal jeho nástupce koncesi na čepování piva, což znamenalo založení hostince. Za 1. sv. války v r. 1916 došlo k uzavření hranice se Saskem, čímž poklesla výrazně návštěvnost hostince. Po 1. sv. válce byla část hostinských pokojů obsazována lesními dělníky. Ty pak za 2. sv. války vystřídali francouzští zajatci.
Po r. 1945 nebyl hostinec provozován a krátce zde pobývala strážní jednotka československé armády. Po jejím odchodu objekt chátral a po vybudování hraničního pásma se ocitl „za dráty“, proto byl v polovině 50. let zbořen. Na leteckých snímcích z roku 1953 jsou ještě patrné zachovalé střechy jak hostince tak stodoly. Po zrušení hraničního pásma v r. 1966 se ruiny staly zdrojem stavebního materiálu. V té době připomínalo někdejší mlýn jen torzo vodního kola (snad původního?) v zasypaném zkráceném náhonu. Po r. 1990 zde skautský oddíl vytvořil tábořiště pro letní tábor a provedl sanaci zbytku ruin a okolí. Postupně byl za přispění Státních lesů vybudován přístřešek pro turisty a jako atrakce byl obnoven zkrácený náhon a v něm funkční model vodního kola.

## Okolí

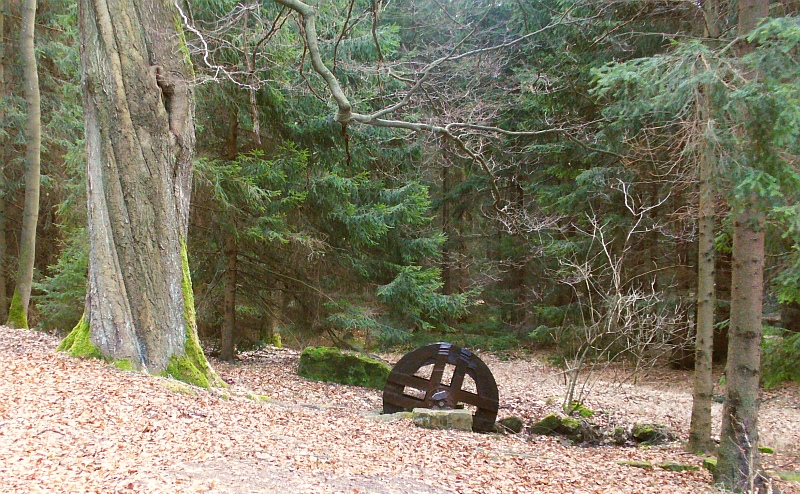
Model vodního kola ve zkráceném náhonu

Údolí, v němž se Králův mlýn nacházel, je velice bohaté na vodní zdroje, které nejsou vodárensky využívány. Vzhledem k tomu, že zde nejsou žádné zdroje znečištění, je voda z těchto pramenů pitná ve vysoké kvalitě. Přístupné jsou prameny: Křenkův pramen, U napajedla, Markétin pramen, Skautský pramen, Studánka sedmilhářů a pramen Nad převisem.
Zhruba 400m od Králova mlýna se nachází rybník zadržující vodu pro mlýn. Tento rybník je přírodní památka ev. č. 2101 Rybník u Králova mlýna ustanovená na ochranu ohrožených druhů rostlin, živočichů a mokřadních biotopů. Zde je jedno ze dvou míst výskytu žabníčku vzplývavého na českém území.
U potoka mezi Královým mlýnem a státní hranicí se nalézají pískovcové skalní útvary s velkým převisem zvaným „Klondajk“.

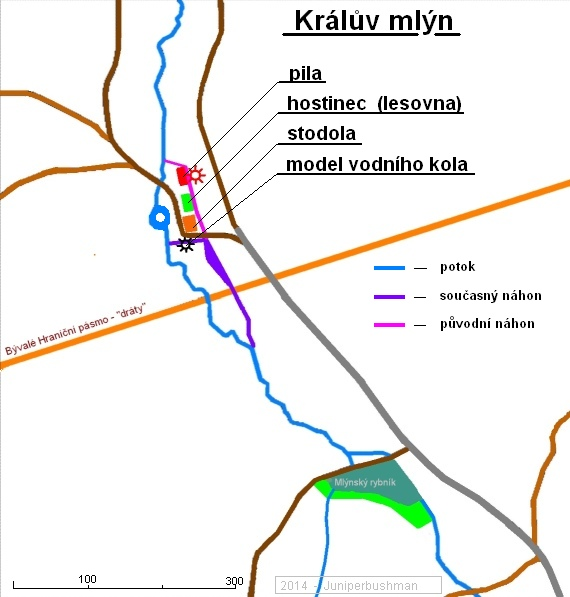
Mapa Králova mlýna a rybníka u Králova mlýna